# Lillestrøm Sportsklubb Kvinner Fotballklubb 2016
Questa voce raccoglie le informazioni riguardanti il Lillestrøm Sportsklubb Kvinner Fotballklubb nelle competizioni ufficiali della stagione 2016.

## Maglie e sponsor
Lo sponsor tecnico per la stagione 2016 è stato Legea. La divisa casalinga era composta da una maglietta gialla con inserti neri, pantaloncini neri e calzettoni gialli. Quella da trasferta era invece costituita da una maglietta rossa, con inserti gialli, pantaloncini gialli e calzettoni rossi.
| Casa | Trasferta |

## Rosa
| N. |                        | Ruolo | Calciatrice               |
| -- | ---------------------- | ----- | ------------------------- |
| 1  | Norvegia (bandiera)    | P     | Cecilie Fiskerstrand      |
| 2  | Norvegia (bandiera)    | D     | Ingrid Moe Wold           |
| 3  | Norvegia (bandiera)    | A     | Marita Skammelsrud Lund   |
| 6  | Norvegia (bandiera)    | A     | Emilie Haavi              |
| 7  | Norvegia (bandiera)    | A     | Lene Mykjåland            |
| 8  | Paesi Bassi (bandiera) | C     | Sherida Spitse            |
| 9  | Norvegia (bandiera)    | A     | Isabell Herlovsen         |
| 11 | Svezia (bandiera)      | A     | Mimmi Löfwenius           |
| 12 | Norvegia (bandiera)    | P     | Lill Yvonne Sten Karlsrud |
| 14 | Canada (bandiera)      | P     | Erin McNulty              |
| 15 | Norvegia (bandiera)    | D     | Marit Sandvei             |

| N. |                      | Ruolo | Calciatrice        |
| -- | -------------------- | ----- | ------------------ |
| 16 | Finlandia (bandiera) | D     | Anna Westerlund    |
| 17 | Norvegia (bandiera)  | A     | Silje Kittilsen    |
| 18 | Norvegia (bandiera)  | D     | Malin Brenn        |
| 19 | Norvegia (bandiera)  | A     | Marte Berget       |
| 20 | Norvegia (bandiera)  | C     | Ingrid Marie Spord |
| 21 | Norvegia (bandiera)  | P     | Åshild Limstrand   |
| 22 | Norvegia (bandiera)  | D     | Anja Sønstevold    |
| 23 | Germania (bandiera)  | C     | Isabell Bachor     |
| 24 | Norvegia (bandiera)  | C     | Celine Pettersen   |
| 25 | Norvegia (bandiera)  | A     | Sophie Haug        |

## Risultati

### Toppserien

#### Girone di andata
| Arbitro: | Eide (Drammen) |

|          |           |            |
| Liane 6’ | Marcatori | 65’ Spitse |

| Arbitro: | Sørø (Molde) |

|                                  |           |  |
| Herregården 20’ (aut.) Haavi 24’ | Marcatori |  |

| Arbitro: | Buhaug Folstad |

| |           |  |
| Bergland 6’ (aut.) Moe Wold 8’ Sandvei 26’ Spitse 48’ Mykjåland 54’ Herlovsen 60’, 63’ Löfwenius 66’ Pettersen 80’ Haavi 87’, 90’ | Marcatori |  |

| Arbitro: | Langnes Aarland |

|                                 |           |                                                   |
| Mari Dovland 17’ Andreassen 23’ | Marcatori | 14’, 39’ (rig.), 54’, 72’ Herlovsen 30’ Mykjåland |

| Arbitro: | Eide (Drammen) |

|                                  |           |  |
| Spitse 36’ Jónsdóttir 72’ (aut.) | Marcatori |  |

| Arbitro: | Buhaug Folstad |

|  |           |                                |
|  | Marcatori | 47’, 66’ Sandvei 82’ Löfwenius |

| Arbitro: | Langnes Aarland |

|                                                                             |           |                        |
| Haavi 7’ Hansen 31’ (aut.) Herlovsen 37’, 45’, 77’ Spitse 44’ Löfwenius 59’ | Marcatori | 80’ Krogedal Smørsgård |

| Arbitro: | Rodahl Dokset (Oslo) |

|  |           |                                             |
|  | Marcatori | 18’ Herlovsen 37’, 90’ Spitse 40’ Mykjåland |

| Lillestrøm 28 maggio 2016, ore 17:00 9ª giornata | LSK Kvinner  | 0 – 0 referto | Avaldsnes | LSK-hallen (366 spett.)\| Arbitro: \| Sørø (Molde) \| |
| Arbitro:                                         | Sørø (Molde) |               |           |                                                       |

| Arbitro: | Buhaug Folstad |

|  |           |               |
|  | Marcatori | 12’ Herlovsen |

| Arbitro: | Berghøi (Auli) |

|                                                                          |           |  |
| Sønstevold 13’ Haavi 21’, 33’, 56’ Moe Wold 30’ Herlovsen 34’ Bachor 76’ | Marcatori |  |

#### Girone di ritorno
| Arbitro: | Buhaug Folstad |

|  |           |                    |
|  | Marcatori | 21’, 84’ Herlovsen |

| Arbitro: | Sørø (Molde) |

|                                                      |           |  |
| Spitse 2’ Herlovsen 5’, 89’ Sønstevold 72’ Haavi 81’ | Marcatori |  |

| Arbitro: | Wenche Kleven (Lørenskog) |

|                  |           |                                                    |
| Andréia Rosa 51’ | Marcatori | 3’ Mykjåland 24’ Sønstevold 62’ Haug 65’ Herlovsen |

| Arbitro: | Tandstad (Tandstad) |

|  |           |                                                           |
|  | Marcatori | 32’, 80’ Herlovsen 84’ (rig.) Spitse 86’ Berget 90’ Haavi |

| Lillestrøm 4 settembre 2016, ore 13:00 16ª giornata            | LSK Kvinner | 4 – 0 referto | Medkila | LSK-hallen (230 spett.) |
| \| \| \| \| \| Herlovsen 17’, 41’, 49’, 81’ \| Marcatori \| \| |             |               |         |                         |
|                                                                |             |               |         |                         |
| Herlovsen 17’, 41’, 49’, 81’                                   | Marcatori   |               |         |                         |

| Arbitro: | Wenche Kleven (Lørenskog) |

|           |           |                                 |
| Utland 4’ | Marcatori | 14’ Berget 56’ (rig.) Herlovsen |

| Arbitro: | Zangeneh |

|                                                                                             |           |                |
| Haavi 3’ Sønstevold 31’ Westerlund 34’, 57’ Wold 38’ Spitse 45’ Herlovsen 61’ Mykjåland 80’ | Marcatori | 15’, 67’ Wedaa |

| Arbitro: | Wenche Kleven (Lørenskog) |

|  |           |                                                                 |
|  | Marcatori | 43’, 58’ Haavi 45’ Mykjåland 84’ Skammelsrud 86’, 90’ Herlovsen |

| Arbitro: | Tandstad (Tandstad) |

|                                       |           |  |
| Berget 11’ Spitse 12’ (rig.) Haug 77’ | Marcatori |  |

| Arbitro: | Eide (Drammen) |

|                           |           |                             |
| Ludvigsen 43’ Rønning 59’ | Marcatori | 26’ Mykjåland 66’ Herlovsen |

| Arbitro: | Wenche Kleven (Lørenskog) |

|                                        |           |  |
| Spord 25’ Herlovsen 44’, 47’ Haavi 59’ | Marcatori |  |

### Norgesmesterskapet
| Arbitro: | Ahmady |

|  |           | |
|  | Marcatori | 2’, 22’ Löfwenius 4’, 23’, 41’, 42’, 54’ Herlovsen 10’, 21’ Mykjåland 15’, 25’, 34’ Sandvei 19’ Moe Wold 36’ Sønstevold |

| Arbitro: | Zangeneh |

| |           |  |
| Moe Wold 3’ Spord 6’ Haavi 20’, 21’, 48’ (rig.), 54’, 61’, 66’ Haug 32’, 45’, 56’ Furø 57’ (aut.) Sønstevold 39’ Sandvei 45’ Berget 73’, 78’ | Marcatori |  |

| Arbitro: | Eide (Drammen) |

|  |           |                              |
|  | Marcatori | 33’ Mykjåland 37’, 78’ Haavi |

| Arbitro: | Tandstad (Tandstad) |

|                      |           |                                                                         |
| Gulbrandsen 47’, 79’ | Marcatori | 40’ Sønstevold 43’ Mykjåland 61’ (aut.) Gausdal 63’, 69’, 83’ Herlovsen |

| Arbitro: | Sørø (Molde) |

|                           |           |  |
| Spitse 98’ Herlovsen 106’ | Marcatori |  |

### Champions League
| Arbitro: | Monzul' |

|                                   |           |             |
| Haavi 67’ Mykjåland 82’ Spord 88’ | Marcatori | 35’ Paredes |

| Arbitro: | Persson |

|                                           |           |              |
| Boquete 4’ (rig.) Cristiane 20’, 49’, 74’ | Marcatori | 90+2’ Berget |